# Portaferry
Portaferry är en ort i Storbritannien.   Den ligger i distriktet Ards and North Down och riksdelen Nordirland, i den västra delen av landet, 500 km nordväst om huvudstaden London. Portaferry ligger 11 meter över havet och antalet invånare är 2 525.